# Francesco Battaglini

Kardinalswappen Battaglinis

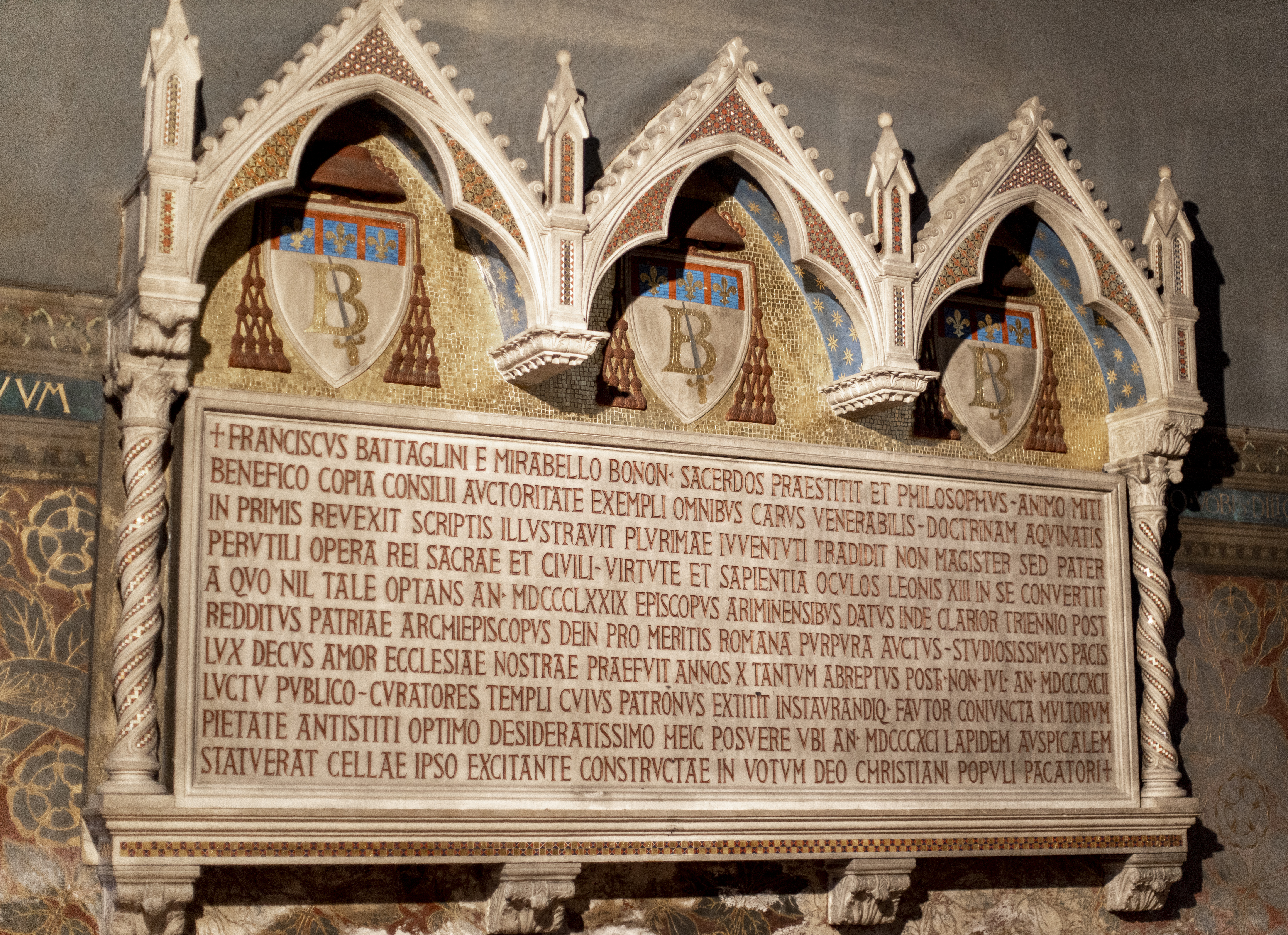
Gedenktafel an den Kardinal-Erzbischof (Kirche S. Francesco, Bologna)

Francesco Battaglini (* 13. März 1823 in Mirabello; † 8. Juli 1892 in Bologna) war Erzbischof von Bologna und Kardinal.

## Leben
Am 7. Oktober 1827 erhielt Battaglini, Sohn eines Schneiders, das Sakrament der Firmung. Er studierte an der Universität Bologna, wo er im Jahr 1848 in Theologie promovierte. Er wurde am 20. September 1845 von Kardinal Carlo Oppizzoni zum Priester geweiht. Zwischen 1858 und 1859 war er Chefredakteur der katholischen Wochenzeitung L'Osservatore Bolognese. Nach seiner Promotion lehrte er bis 1878 als Professor Philosophie und Theologie am Priesterseminar in Bologna. 1878 wurde Battaglini Archidiakon in Bologna, nachdem er zuvor seit 1873 dem Domkapitel angehört hatte.
Papst Leo XIII. ernannte ihn am 28. Februar 1879 zum Bischof von Rimini. Die Bischofsweihe spendete ihm Kurienkardinal Raffaele Monaco La Valletta am 9. März desselben Jahres. Mitkonsekratoren waren Erzbischof Giulio Lenti, Weihbischof in Rom, und Carlo Laurenzi, Weihbischof in Perugia. Am 3. Juli 1882 wurde er zum Erzbischof von Bologna ernannt. Im Gegensatz zu seinen Vorgängern durfte Battaglini in den Bischofspalast einziehen, der zuvor 22 Jahre unbewohnt war. Es gelang ihm, den auch in Bologna vorherrschenden Konflikt zwischen Katholiken und Liberalen beizulegen. Wie fast alle Erzbischöfe von Bologna seit Scipione Borghese nahm ihn der Papst am 27. Juli 1885 als Kardinalpriester in das Kardinalskollegium auf. Er erhielt die Titelkirche San Bernardo alle Terme.
Francesco Battaglini starb am 8. Juli 1892 im Alter von 69 Jahren nach schwerer Krankheit in Bologna und wurde vorübergehend in der Kapelle des Kartäuserklosters in Bologna begraben. Sein Körper wurde im Oktober 1893 in die Kapelle Bentivoglio überführt. Er erhielt im Februar des Jahres 2000 ein neues Grab, das vom damaligen Erzbischof von Bologna Giacomo Kardinal Biffi im selben Jahr gesegnet wurde, in der Pfarrkirche seiner Heimatstadt Mirabello.